# Mallerey
Mallerey ist eine Ortschaft und eine Commune déléguée in der französischen Gemeinde Trenal mit 72 Einwohnern (Stand: 1. Januar 2019) im Département Jura in der Region Bourgogne-Franche-Comté. 
Die Nachbargemeinden waren Condamine im Norden, Trenal im Nordosten, Vincelles im Südosten, Bonnaud im Süden und Savigny-en-Revermont (Département Saône-et-Loire) im Westen.
Die Gemeinde Mallerey wurde am 1. Januar 2017 nach Trenal eingemeindet. Sie gehörte zum Arrondissement Lons-le-Saunier und zum Kanton Saint-Amour.

## Bevölkerungsentwicklung

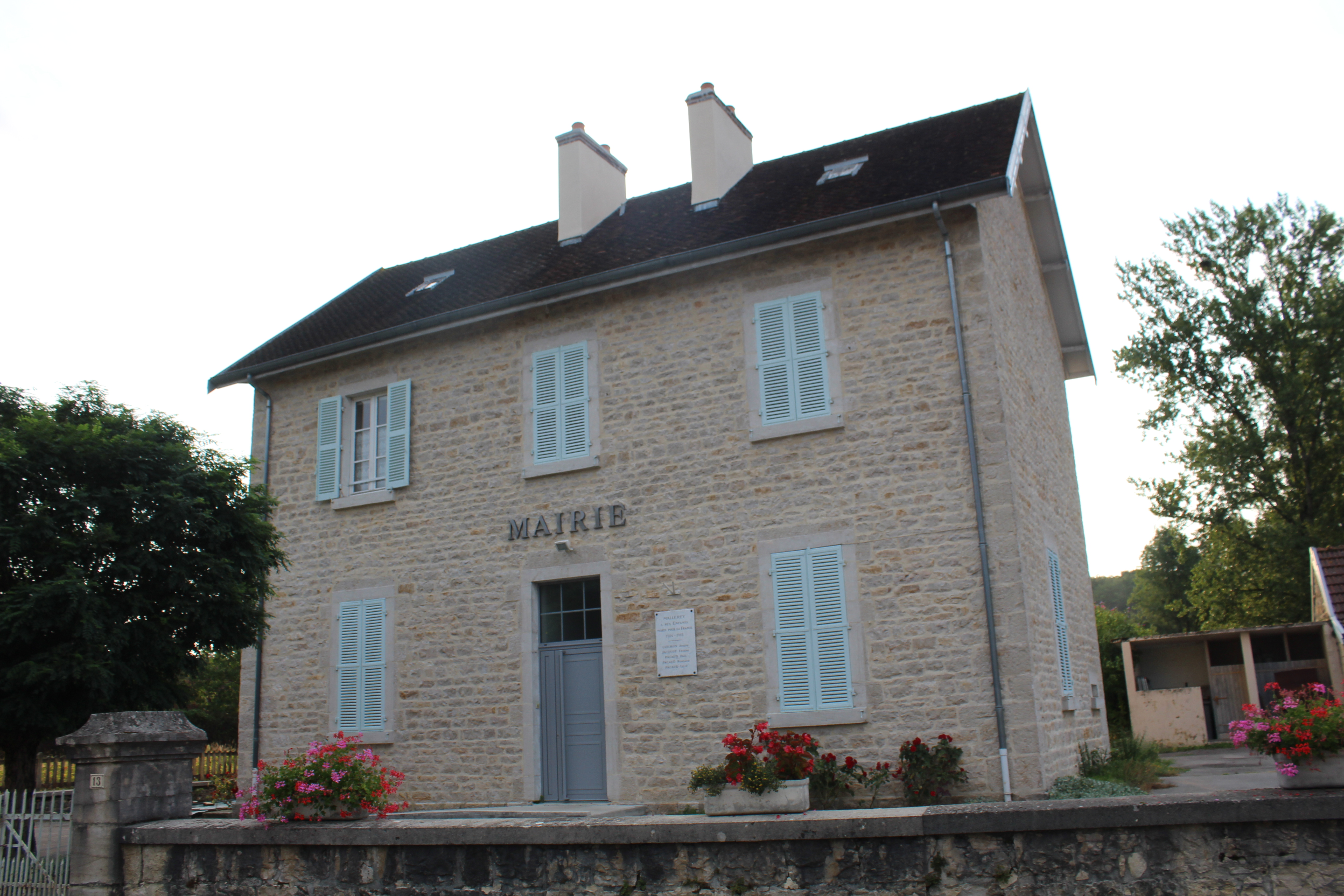
Ehemalige Mairie

| 1962 | 1968 | 1975 | 1982 | 1990 | 1999 | 2008 | 2017 |
| ---- | ---- | ---- | ---- | ---- | ---- | ---- | ---- |
| 67   | 63   | 55   | 45   | 65   | 59   | 64   | 72   |